# Jesenice
Jesenice (Pronúnciaⓘ, Aßling em alemão) é uma cidade da Eslovênia com cerca de 21.620 habitantes.